# Castelnaud-la-Chapelle
Castelnaud-la-Chapelle är en kommun i departementet Dordogne i regionen Nouvelle-Aquitaine i sydvästra Frankrike. Kommunen ligger i kantonen Domme som tillhör arrondissementet Sarlat-la-Canéda. År 2022 hade Castelnaud-la-Chapelle 449 invånare.

## Befolkningsutveckling
Antalet invånare i kommunen Castelnaud-la-Chapelle
Referens:INSEE